# Bird Box (film)
Pour les articles homonymes, voir Bird Box.
Série
Bird Box Barcelona
(2023)
Pour plus de détails, voir Fiche technique et Distribution.
Bird Box, ou Froid aux yeux au Québec et au Nouveau-Brunswick, est un thriller fantastique post-apocalyptique américain réalisé par Susanne Bier, sorti en 2018. Il s’agit de l’adaptation du roman éponyme de Josh Malerman (2014).
Le film débute alors que les humains sont attaqués par un phénomène inexplicable, peut-être une entité invisible mais qui provoque des visions suicidaires, une femme et deux enfants se lancent dans un périple désespéré, les yeux bandés afin d'échapper à ces visions, pour rejoindre un camp de survivants.

## Synopsis
L'histoire se déroule dans un monde post-apocalyptique. Malorie Hayes dit à ses deux jeunes enfants, auxquels elle n'a pas donné de nom, qu'ils doivent s'aventurer sur une rivière avec une barque. Elle leur interdit formellement de retirer les bandeaux qu'ils ont sur les yeux, au risque de mourir. À partir de cela, le film alterne entre deux parties de la vie de Malorie, séparées de cinq ans, jusqu'à ce qu'elles se rejoignent : sa traversée de la rivière et les événements qui y mènent.
Cinq ans plus tôt, Jessica, la sœur de Malorie, lui rend visite chez elle, alors qu'elle est enceinte. Le journal télévisé parle de suicides de masse inexpliqués en Russie, qui se propagent dans toute l'Europe. En partant de l'hôpital après son bilan de grossesse, Malorie voit une femme en train de se frapper la tête sur un panneau de verre, puis qui est secourue par le personnel soignant, alors que le chaos commence à éclater à travers la ville. Malorie se rend compte que la violence qui se propageait en Europe est arrivée en Amérique du Nord. Malorie et Jessica prennent alors la voiture pour échapper au massacre, mais Jessica est touchée par le phénomène et perd le contrôle de la voiture, qui fait un tonneau. Malorie, légèrement blessée, voit alors sa sœur se mettre volontairement sur la trajectoire d'un poids-lourd, et mourir sous ses yeux.
Malorie essaie alors de s'échapper à pied. Une femme nommée Lydia l'invite à se réfugier dans sa maison, malgré le désaccord de Douglas, son mari. Cependant, avant qu'elle puisse ramener Malorie, elle entre en transe et commence à parler à sa défunte mère, avant de s'asseoir dans une voiture en feu, qui explose peu après. Malorie est secourue et amenée dans la maison par Tom, un passant qui fuyait lui aussi. Il y a plusieurs autres survivants dans la maison de Douglas, dont Charlie qui expose sa théorie selon laquelle des entités surnaturelles seraient à  l'origine du phénomène. Il semble quoi qu'il en soit que de terrifiantes visions s'imposent au regard des gens et les poussent au suicide. Ces visions ne se produisant pas dans un lieu clos, Tom propose qu'ils se protègent en couvrant toutes les fenêtres de la maison et en mettant des bandeaux sur leurs yeux avant de s'aventurer à l'extérieur. Un autre réfugié, Greg, propose de s'attacher à une chaise en regardant les vidéos de surveillance afin de déterminer la nature de l'entité, mais ce qu'il voit déclenche son suicide : il se balance sur sa chaise jusqu'à chuter et heurter sa tête sur une des pierres de la cheminée.
Après l'arrivée d'une nouvelle survivante, Olympia, également enceinte, et en voyant les réserves de nourriture diminuer, le groupe décide d'aller dans un supermarché afin de se réapprovisionner. Malorie trouve des perruches en cage et décide de les prendre. Le groupe essaie alors de sauver un des collègues de Charlie, coincé à l'extérieur du supermarché et suppliant qu'on l'aide, mais que Charlie décrit comme « un peu fou ». Ils voient alors qu'ouvrir la porte serait trop dangereux, et les perruches commencent à devenir hystériques. Le groupe est alors attaqué par le collègue de Charlie qui décide de se sacrifier pour sauver les autres, qui arrivent à s'en sortir sains et saufs.
Quelque temps après, Félix et Lucy, deux des survivants, volent la voiture et s'enfuient, et Olympia laisse entrer Gary, qui aurait survécu à l'attaque de malades mentaux échappés d'un hôpital psychiatrique. Il semble que ces malades ne soient pas terrifiés par les visions, mais qu'ils les trouvent magnifiques, et qu'elles ne provoquent chez eux aucune pulsion suicidaire. Le groupe décide d'accueillir Gary malgré le refus de Douglas. Celui-ci s'énerve et menace le nouveau venu avec un fusil avant d'être assommé par Cheryl, une survivante plus âgée. Le groupe enferme Douglas dans le garage. Olympia et Malorie accouchent, respectivement d'une fille et d'un garçon, aidées par Cheryl. Pendant ce temps Gary sort de son sac plusieurs dessins qu'il a faits de ses visions et commence à entrer en transe. On comprend alors qu'il faisait en réalité partie des malades mentaux. Il ouvre la porte du garage pour tuer Douglas, qui est alors soumis aux visions mais parvient à s'en protéger en gardant les yeux fermés. Gary assomme Tom et commence à dévoiler toutes les fenêtres pour soumettre les survivants et les deux nouveau-nés aux visions. Malgré les avertissements de Malorie, Olympia finit par regarder à l'extérieur et saute par la fenêtre. Gary force Cheryl à regarder, et elle prend une paire de ciseaux pour s'égorger. Mais Douglas a réussi à s'échapper du garage et blesse Gary à l'aveuglette d'un coup de fusil. Gary parvient à tuer Douglas avant d'être abattu par Tom qui a repris ses esprits.
Cinq ans plus tard, Tom et Malorie vivent ensemble avec les enfants, seulement nommés « Garçon » et « Fille ». Ils reçoivent un appel radio de Rick, qui annonce se trouver au sein d'une communauté de survivants cachée dans la forêt. Tom souhaiterait rejoindre cette communauté, mais Malorie s'y oppose. Malheureusement ils sont assaillis par un groupe de malades mentaux sur qui les visions n'ont pas d'effet. Sans hésiter, Tom va distraire le groupe alors que Malorie et les enfants s'échappent. Quand le groupe découvre que Malorie et les enfants essaient de s'échapper, Tom ouvre les yeux et tue les assaillants. Les visions le possèdent, mais avec la volonté qu'il lui reste, il arrive à tuer le dernier membre du groupe avant de se suicider.
Plus tard et après réflexion, Malorie décide de rejoindre le groupe de Rick plutôt que de rester seule avec les enfants. Tous les trois quittent leur refuge en emportant les perruches dans une boîte pour les protéger des visions. Les yeux bandés, ils parviennent à la rivière et embarquent. Ils se battent victorieusement contre un survivant infecté, mais doivent affronter de dangereux rapides.
Dans les rapides, le bateau se retourne, mais Malorie, Garçon et Fille arrivent à se retrouver. Ils sont ensuite séparés une nouvelle fois quand Malorie tombe accidentellement dans un ravin. L'entité qui provoque les visions essaie de convaincre Garçon et Fille de retirer leur bandeau en utilisant la voix de Malorie, mais la vraie Malorie parvient à les en dissuader et ils parviennent à se réunir à nouveau et à s'enfuir, poursuivis par l'entité (on voit les arbres remuer derrière eux).
Les trois héros réussissent à rejoindre la communauté, formée essentiellement d'aveugles et de soignants d'une institution pour non-voyants, ces derniers étant donc insensibles aux visions. Malorie relâche les perruches qui s'en vont rejoindre d'autres oiseaux dans une vaste serre et donne enfin des noms à ses enfants : Tom et Olympia.

## Fiche technique
- Titres original et français : Bird Box
- Titre québécois et néo-brunswickois: Froid aux yeux
- Réalisation : Susanne Bier
- Scénario : Eric Heisserer, d'après le roman éponyme de Josh Malerman (2014)
- Musique : Trent Reznor et Atticus Ross
- Direction artistique : Jan Roelfs
- Décors : Bryan Lane
- Costumes : Signe Sejlund
- Photographie : Salvatore Totino
- Montage : Ben Lester
- Production : Dylan Clark, Chris Morgan et Clayton Townsend[1]
- Sociétés de production : Bluegrass Films et Chris Morgan Productions ; Universal Pictures (coproduction)
- Société de distribution : Netflix
- Pays de production :  États-Unis
- Langue originale : anglais
- Format : couleur
- Genre : horreur et science-fiction
- Durée : 124 minutes
- Dates de sortie :
  - États-Unis : 12 novembre 2018 (AFI Fest)
  - Mondial : 21 décembre 2018 (Netflix)
- Classification en  France : Interdit aux moins de 16 ans (violence).

## Distribution
- Sandra Bullock (VF : Françoise Cadol) : Malorie Hayes
- Trevante Rhodes (VF : Jean-Baptiste Anoumon) : Tom
- John Malkovich (VF : Edgar Givry) : Douglas
- Sarah Paulson (VF : Barbara Tissier) : Jessica Hayes, soeur de Malorie
- Danielle Macdonald (VF : Diane Kristanek) : Olympia
- Jacki Weaver (VF : Sylvie Genty) : Cheryl
- Rosa Salazar (VF : Laura-Anne Sagat) : Lucy
- Colson « Machine Gun Kelly » Baker (VF : François Santucci) : Felix
- Lil Rel Howery (VF : Alex Fondja) : Charlie
- B. D. Wong (VF : Xavier Fagnon) : Greg
- Tom Hollander (VF : Julien Sibre) : Gary
- Julian Edwards : (VF : Mirko Guillaume) : « Garçon » / Tom
- Vivien Lyra Blair (VF : Paloma Josso) : « Fille » / Olympia
- Pruitt Taylor Vince (VF : Serge Blumenthal) : Rick
- Parminder Nagra (VF : Vanina Pradier) : Dr Lapham
- Rebecca Pidgeon : Lydia, l'épouse de Douglas
- Amy Gumenick : Samantha
- Taylor Handley : Jason
- Happy Anderson (VF : Pascal Casanova) : l'homme de la rivière
- David Dastmalchian : le rodeur sifflant
- Keith Jardine : le rodeur hurlant
- Jonathan Chase : un présentateur de journal télévisé (non crédité)

## Production

### Genèse et préproduction
En 2013, Universal Pictures achète les droits cinématographiques du livre Bird Box de Josh Malerman, avant sa publication,. Le producteur Scott Stuber et le scénariste Chris Morgan devaient produire avec Andrés Muschietti (Mama), en tant que réalisateur de ce film. Le scénariste Eric Heisserer se joignait à eux pour écrire le script. En juillet 2017, Netflix achète les droits du livre, depuis que Scott Stuber est devenu directeur de cette entreprise, et développe le film,. Susanne Bier est annoncée comme réalisatrice.

### Attribution des rôles
En juillet 2017, Sandra Bullock et John Malkovich sont annoncés comme interprètes principaux du film,. En octobre 2017, Danielle Macdonald, Trevante Rhodes, Jacki Weaver, Sarah Paulson, Rosa Salazar, Lil Rel Howery et Amy Gumenick rejoignent le casting,. En novembre 2017, Machine Gun Kelly (crédité sous son vrai nom Colson Baker) et David Dastmalchian les rejoignent,.

### Tournage
Le tournage débute en octobre 2017.

## Accueil

### Festival et diffusion
Bird Box est sélectionné au AFI Fest aux États-Unis où il est présenté pour la première fois le 12 novembre 2018, avant une sortie mondiale le 21 décembre 2018 sur Netflix.